# Якщо нам дозволять
«Якщо нам дозволять» (ісп. Si nos dejan) — мексиканський телесеріал 2021 року у жанрі драми та створений компаніями Televisa, W Studios. В головних ролях — Майрін Вільянуева, Марк Орнеллас, Алексіс Аяла, Скарлет Ґрюбер, Ізабел Берр, Алекс Переа. Перша серія вийшла в ефір 1 червня 2021 р. Серіал має 1 сезон. Завершився 83-м епізодом, який вийшов у ефір 11 жовтня 2021 р. Продюсер серіалу — Карлос Бардасано.
Серіал є адаптацією колумбійського серіалу «Леді Ізабель», 1993 року.

## Сюжет
Алісія Монтьєль (50 років) має ідеальну сім'ю. Вона одружена з Серхіо Карранса (55 років), одним із найшанованіших і визнаних журналістів у Мексиці. Вони виховують трьох дітей, і вони є втілення ідеальної сім'ї в суспільстві. Світ Алісії впаде, коли вона дізнається, що Серхіо зраджував їй останні 3 роки з дівчиною, з якою він працює на своєму телешоу, Хульєтою Луго (35 років). Алісія набереться сміливості, подасть на розлучення і зіткнеться з усіма проблемами, які її нове життя принесе. Алісії доведеться боротися з упередженням про те, що не можна закохатися в набагато молодшого чоловіка, Мартіна Пенья, який також є журналістом.

## Актори та ролі
| Актор                  | Роль                               |
| ---------------------- | ---------------------------------- |
| Майрін Вільянуева      | Алісія Монтіель                    |
| Марк Орнеллас          | Мартін Гуерра                      |
| Алексіс Аяла           | Серхіо Карранза                    |
| Скарлет Ґрюбер         | Хульєта Луго                       |
| Ізабел Берр            | Юрідія «Юрі» Карранза Монтіель     |
| Алекс Переа            | Хосе Рафаель Фуентес               |
| Лоре Граневич          | Каріна Гомес                       |
| Карлос Саїд            | Гонсало Карранса Монтіель          |
| Ісідора Вівес          | Міранда Карранза Монтіель «Енігма» |
| Моніка Санчес Наварро  | Яя                                 |
| Віктор Чівейра         | Анхель Рентерія «Дьябло»           |
| Хорхе Галлегос         | Мойсес Сапата                      |
| Генрі Закка            | Фабіан Кабальєро                   |
| Габріела Каррільо      | Карлота Вегас                      |
| Ара Солдівар           | Селія Ортега «Чела»                |
| Солкін Руз             | Лукас Карранза Бехарано            |
| Амайрані Ромеро        | Маруха Варгас де Гуерра            |
| Пако Луна              | Дієго Сантібаньєс «Кулебра»        |
| Раміро Томазіні        | Сельсо Гутьєррес                   |
| Настасія Вілласана     | Марсела Круз                       |
| Софія Рівера Торрес    | Мейбл «Мейб» Ранжел                |
| Елісса Марі Сото Базан | Софія Герра Вегас                  |
| Роберто Матеос         | Факундо Герра                      |
| Моніка Діонн           | Ребекка Мескіта де Кабальєро       |
| Мауріціо Піментел      | Альберто Мухіка                    |
| Габріела Спанік        | Федора Монтелонго                  |
| Сусана Досамантес      | Єва «Тіта»                         |

## Сезони
| Сезон | Епізоди | Епізоди | Оригінальний показ | Оригінальний показ | Оригінальний показ |
| Сезон | Епізоди | Епізоди | Перший показ       | Останній показ     | Мережа             |
| ----- | ------- | ------- | ------------------ | ------------------ | ------------------ |
| 1     | 83      | 83      | 1 червня 2021      | 11 жовтня 2021     | Univision          |

## Аудиторія
| Країна трансляції | Сезон | Розклад     | Серії | Перший ефір        | Перший ефір | Останній ефір    | Останній ефір | Середній бал |
| Країна трансляції | Сезон | Розклад     | Серії | Дата               | Дата        | Дата             | Дата          | Середній бал |
| ----------------- | ----- | ----------- | ----- | ------------------ | ----------- | ---------------- | ------------- | ------------ |
| США               | 1     | 21:00—22:00 | 83    | 1 червня 2021 р    | 1,60        | 11 жовтня 2021 р | 2,13          | 1,60         |
| Мексика           | 1     | 21:30—22:15 | 81    | 1 листопада 2021 р | 3,41        | 20 лютого 2022 р | 4,5           | 3,98         |
| Бразилія          | 1     | 18:45—19:45 | 85    | 17 січня 2022 р    | 6           | 13 травня 2022 р | 6             | 5,54         |

## Нагороди та номінації
| Рік  | Премія                       | Категорія                           | Номінант           | Результат |
| ---- | ---------------------------- | ----------------------------------- | ------------------ | --------- |
| 2021 | TV Adicto Golden Awards 2021 | Найкращі декорації та реквізит      | Якщо нам дозволять | Перемога  |
| 2022 | Produ Awards                 | Найкраща короткометражна теленовела | Якщо нам дозволять | Номінація |
| 2022 | Produ Awards                 | Найкращий актор другого плану       | Роберто Матеос     | Номінація |

## Версії
| Рік  | Країна     | Українська назва            | Оригінальна назва    | Кількість | Кількість | В головних ролях                                             | Компанія                         | Канал          |
| Рік  | Країна     | Українська назва            | Оригінальна назва    | сезонів   | серій     | В головних ролях                                             | Компанія                         | Канал          |
| ---- | ---------- | --------------------------- | -------------------- | --------- | --------- | ------------------------------------------------------------ | -------------------------------- | -------------- |
| 1993 | Колумбія   | Леді Ізабель                | Señora Isabel        | 1         | 50        | Джуді Енрікез, Луїс Меса, Альваро Руїз                       | Coestrellas                      | Canal A        |
| 1997 | Мексика    | Світло жіночих очей         | Mirada de mujer      | 1         | 195       | Анхеліка Араґон, Арі Тельч, Фернандо Лухан                   | Azteca Digital, Argos Televisión | Azteca Uno     |
| 1999 | Мексика    | Життя в дзеркалі            | La vida en el espejo | 1         | 153       | Гонсало Вега, Ребекка Джонс, Саша Сокол                      | Azteca Digital, Argos Televisión | Azteca Uno     |
| 2001 | Португалія | Ніколи не говори — Прощавай | Nunca Digas Adeus    | 1         | 150       | Лідія Франку, То-Зе Мартінью, Ріта Салема                    | Fealmar, NBP                     | TVI            |
| 2007 | США        | Вікторія                    | Victoria             | 1         | 171       | Вікторія Руффо, Артуро Пеніче, Маурiсiо Очманн, Андреа Лопес | Telemundo, RTI Producciones      | Telemundo      |
| 2023 | Колумбія   | Ана нікого                  | Ana de nadie         | 1         | 94        | Паола Турбай, Себастьян Карвахаль, Хорхе Енріке Абельо       | Estudios RCN                     | RCN Televisión |